# فاطمه ارژنگی
فاطمه ارژنگی (زادهٔ ۱۳۶۶) بازیکن سابق فوتبال و کنونی فوتسال اهل ایران است. او عضو تیم ملی فوتبال زنان ایران و تیم ملی فوتسال زنان ایران بوده‌است. ارژنگی در حال حاضر (۱۴۰۰) کاپیتان تیم تیم فوتسال بوتا پارس ایرانیان البرز است.

## تیم‌های ملی
ارژنگی در سال ۱۳۸۳ به تیم ملی جوانان فوتسال زنان ایران دعوت شد. او دست‌کم از سال ۱۳۸۵ به تیم ملی فوتبال زنان ایران و از سال ۱۳۸۸ به‌طور همزمان به تیم ملی فوتسال زنان ایران دعوت می‌شد. اما از سال ۱۳۹۱ به دستور فدراسیون، زنان فقط می‌توانستند در یک تیم فعالیت کنند. ارژنگی فوتبال را انتخاب کرد و تا زمان کنار گذاشتن فوتبال دیگر به تیم ملی فوتسال دعوت نشد. او تا سال ۱۳۹۴ به تیم ملی فوتبال زنان ایران دعوت می‌شد و در مقاطعی کاپیتان تیم نیز بود. او در سال ۱۳۹۷ بار دیگر به تیم ملی فوتبال زنان دعوت شد که با مخالفت کمیتهٔ فنی فوتسال نامش خط خورد. او به گفتهٔ خودش بیش از ۵۰ بازی ملی برای تیم‌های ملی فوتبال و فوتسال زنان ایران داشته‌است.
ارژنگی به عنوان بازیکن تیم ملی فوتسال زنان ایران در مسابقات قهرمانی فوتسال زنان آسیا در تایلند در سال ۲۰۱۸ حضور داشت و با این تیم قهرمان آسیا شد.
ارژنگی در سال ۱۳۸۸ وقتی بازیکن تیم فوتسال آرش بندرعباس بود، به تصمیم فدراسیون فوتبال قرار شد تیم فوتبال ملوان بندرانزلی را در رقابت‌های غرب آسیا به عنوان یار کمکی همراهی کند که چون از این دستور سرپیچید، مبلغ ۲ میلیون تومان جریمه و شش ماه از حضور در تیم ملی فوتبال محروم شد.

## تیم‌های باشگاهی
ارژنگی در سال ۱۳۹۱ همزمان با بازی به عنوان بازیکن تیم فوتبال زنان شهرداری بم کرمان، سرمربی تیم فوتسال آرمان رضای خراسان نیز بود. او دلیل فعالیت همزمانش در فوتبال و فوتسال را این اعلام کرد که ساکن مشهد است و چون مشهد تیم فوتبال ندارد، در تیم فوتسال این شهر مربیگری می‌کند و همزمان چون انتخاب اولش فوتبال است در تیم فوتبال شهرداری بم کرمان بازی می‌کند. او فقط برای بازی در روز مسابقه به بم می‌رفت و حتی در تمرین‌های تیم نیز شرکت نمی‌کرد، هرچند خود معتقد بود این امر تأثیری بر آمادگی او نمی‌گذارد.

## افتخارات
ارژنگی در لیگ ۱۳۸۷ فوتبال زنان ایران به همراه تیم بال گستر مازندران، قهرمان اولین دوره لیگ فوتبال باشگاهی زنان ایران شد. ارژنگی در سال ۱۳۸۷ به عنوان بهترین بازیکن فوتبال زنان ایران انتخاب شد. در همین سال بهترین بازیکن دورهٔ دوم مسابقات فوتسال المپیاد ایرانیان در بخش بانوان لقب گرفت. در سال ۱۳۹۰ به عنوان یکی از سه بازیکن بااخلاق لیگ فوتبال زنان ایران و در سال ۱۳۹۳ به عنوان بهترین بازیکن زن فوتسال استان خراسان رضوی  انتخاب شد. همچنین در فصل ۱۳۹۷ لیگ برتر فوتسال زنان ایران خانم‌گل لیگ شد.